# スタッド・ド・マラケシュ
スタッド・ド・マラケシュ（アラビア語: ملعب مراكش、フランス語: Stade de Marrakech）はモロッコのマラケシュにある多目的スタジアム。国際陸連クラス1認証スタジアム。
2011年に完成。2013年と2014年にはFIFAクラブワールドカップの会場として使用された。また2014年にはコンチネンタル杯が行われる。